# Миннеханова, Наиля Наильевна
Наиля Наилевна Миннеханова (тат. Наилә Наил кызы Миңнеханова; род. 20 августа 1955, Туймазы, Башкирская АССР) — татарская поэтесса, член Союза писателей Татарстана с 2006 года, лауреат межрегионального фестиваля поэзии «Родники вдохновения» (Белебей, 1998).

## Биография
Родилась 20 августа 1955 года в городе Туймазы Башкирской АССР. Окончила Тюменякскую восьмилетку, Туймазинскую татарскую школу-интернат № 1, первый курс Московского международного университета искусств (1974), уфимский библиотечный техникум (1985). Работала заведующей клубом в селе Агиртамак, художницей на Туймазинском заводе медицинского стекла.

## Творчество
Стихи публиковались в журналах «Кызыл тан», «Омет», «Туймазинские вести», «Туган як» (г. Октябрьский), «Татарстанские вести», «Аргамак», «Тулпар», «Казан», «Казан утлары», «Майдан», «Идель», «Шахри Казан», «Мирас», «Сююмбике». В коллективном сборнике «Йәйғор» (Җәйгор, Радуга, Асамат кĕперĕ), изданном на четырёх языках (башкирском, татарском, русском, чувашском) (1999, 2000, 2002, 2004, 2005), во внеклассном учебнике «Башкортстан туган җир генәм» для 1-2 классов, коллективных сборниках «Кайда да йөрәктә» (2002), «Акчарлак» (Уфа, 2007), «Сияние душ» (Туймазы, 2008), «Синеке бит без, Төмәнәккәем» (2009). В 2003 году с предисловием Ахмета Аделя в Набережных Челнах была издана первая книга «Камень Любви», книга для малышей «Индюшачья ягода».